# Бубек, Теодор Христофорович
Теодо́р (Фёдор) Христофо́рович Бу́бек (нем. Theodor Christoph Bubeck, 27 января 1866, Лайнфельден — 30 декабря 1909 [12 января 1910], Москва) — российский органист, композитор и педагог немецкого происхождения.

## Биография
Сын музыкального педагога и дирижёра Кристофа Фридриха Бубека, брат органиста и хормейстера Готхольда Бубека (1864—1924). Учился в консерватории в Штутгарте, затем окончил Московскую консерваторию сначала по классу органа у Л. И. Беттинга (1895), а затем по композиции (1898) у Сергея Танеева и Михаила Ипполитова-Иванова. На выпускном экзамене исполнял Прелюдию и фугу ля минор И. С. Баха, «Похоронный марш» Р. Вагнера в обработке Г. Э. Штеле и Сонату си-бемоль мажор Ф. Мендельсона. В 1905 году был в Париже, где брал уроки у Шарля-Мари Видора. Был органистом Реформатской церкви в Москве, а также музыкальным критиком московской немецкой газеты. В 1905—1909 годах — доцент Московской консерватории, преподавал орган и композицию, в 1909 году получил звание профессора. Издал в России и за границей ряд фортепианных и органных пьес, романсов, а также полонез для оркестра собственного сочинения. Скоропостижно скончался 30 декабря 1909 (12 января 1910) года в Москве.

## Сочинения

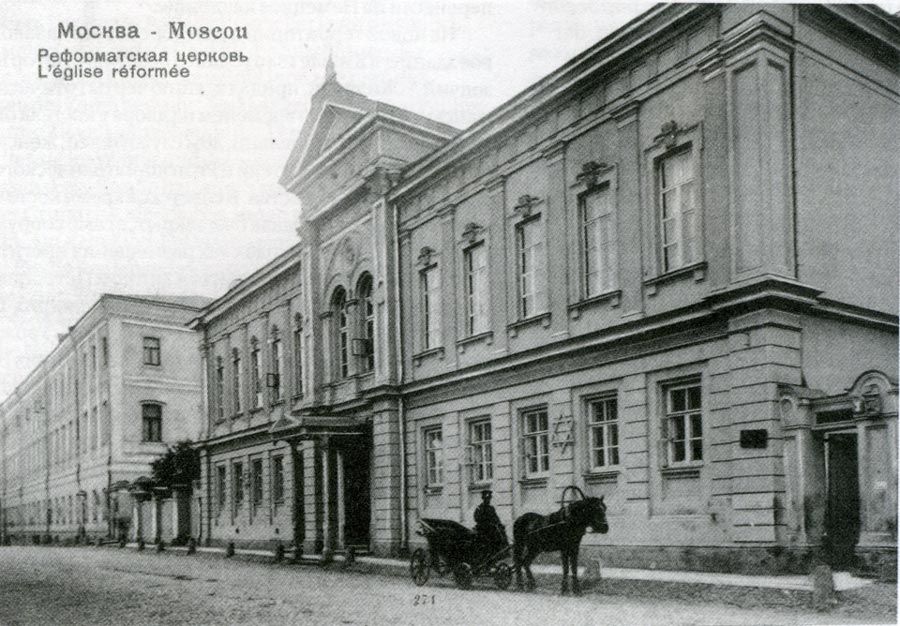
Реформатская церковь в Москве, органистом которой был Т. Бубек

- Симфоническая поэма для оркестра и органа «Сестра Беатриса» (по М. Метерлинку, исп. 1908)[6]
- Вариации на оригинальную тему для фортепиано, Oр. 1
- Четыре пьесы для фортепиано, Op. 2
- Пьесы для фортепиано, Oр. 4
- Полонез для оркестра, Oр. 12
- Медитация для органа, Op. 14
- Две миниатюры для фортепиано, Op. 15
- Фантазия и фуга фа-диез минор для органа, Oр. 21 (посвящена Шарлю-Мари Видору[1])
- Прелюдия для оркестра, Oр. 28
- Andante cantabile для виолончели
- Романсы на слова М. Лермонтова, Г. Галиной и др[6].